# Diplocampta conopas
Diplocampta conopas är en tvåvingeart som först beskrevs av Philippi 1865.  Diplocampta conopas ingår i släktet Diplocampta och familjen svävflugor. Inga underarter finns listade i Catalogue of Life.